# Pallavolo ai Giochi panarabi - Torneo femminile
Il torneo femminile di pallavolo ai Giochi panarabi è una competizione pallavolistica per squadre nazionali del mondo arabo, organizzata con cadenza variabile dall'UANOC, durante i Giochi panarabi.

## Edizioni
| Edizione      | Edizione             | Podio         | Podio   | Podio               |
| Anno          | Organizzatore        | Campione      | Seconda | Terza               |
| ------------- | -------------------- | ------------- | ------- | ------------------- |
| 1953          | Alessandria d'Egitto | Non disputato |         |                     |
| 1957          | Beirut               | Non disputato |         |                     |
| 1961          | Casablanca           | Non disputato |         |                     |
| 1965          | Il Cairo             | Non disputato |         |                     |
| 1976          | Damasco              | Non disputato |         |                     |
| 1985 Dettagli | Rabat                | Marocco       | Tunisia | Iraq                |
| 1992 Dettagli | Damasco              | Egitto        | Tunisia | Siria               |
| 1997 Dettagli | Beirut               | Egitto        | Algeria | Marocco             |
| 1999 Dettagli | Amman                | Egitto        | Tunisia | Algeria             |
| 2004          | Algeria              | Non disputato |         |                     |
| 2007          | Il Cairo             | Non disputato |         |                     |
| 2011 Dettagli | Doha                 | Egitto        | Algeria | Emirati Arabi Uniti |
| 2023 Dettagli | Algeria              | Algeria       | Tunisia | Giordania           |

## Medagliere
| Pos. | Squadra             | 1º posto | 2º posto | 3º posto | Totale |
| ---- | ------------------- | -------- | -------- | -------- | ------ |
| 1    | Egitto              | 4        | 0        | 0        | 4      |
| 2    | Algeria             | 1        | 2        | 1        | 4      |
| 3    | Marocco             | 1        | 0        | 1        | 2      |
| 4    | Tunisia             | 0        | 4        | 0        | 4      |
| 5    | Emirati Arabi Uniti | 0        | 0        | 1        | 1      |
| 5    | Giordania           | 0        | 0        | 1        | 1      |
| 5    | Iraq                | 0        | 0        | 1        | 1      |
| 5    | Siria               | 0        | 0        | 1        | 1      |